# Терпіннівська сільська рада
| Терпіннівська сільська рада — колишній орган місцевого самоврядування у Мелітопольському районі Запорізької області з адміністративним центром у с. Терпіння. Водоймища на території, підпорядкованій даній раді: р. Молочна, р. Юшанли. Сільській раді підпорядковані населені пункти: - с. Терпіння - с-ще Зарічне - с. Лугове - с. Північне - с. Спаське - с. Федорівка |

## Склад ради
Рада складається з 30 депутатів та голови.

### Керівний склад ради
| ПІБ                               | Основні відомості                                                    | Дата обрання | Дата звільнення |
| --------------------------------- | -------------------------------------------------------------------- | ------------ | --------------- |
| Овсяннікова Наталія Володимирівна | Сільський голова, 1950 року народження, освіта                       | 26.03.2006   | 05.03.2009      |
| Ступар Василь Петрович            | Сільський голова, 1973 року народження, освіта, член Партії регіонів | 02.08.2009   | 31.10.2010      |

Примітка: таблиця складена за даними джерела